# 乙酸异戊酯
乙酸异戊酯（化学式：C7H14O2）是乙酸与異戊醇所成的酯。

## 存在
天然存在于梨、香蕉、鳳梨、苹果、葡萄及草莓等果浆中，也存在于可可豆中。它也是蜜蜂所用的費洛蒙。

## 性质
无色至淡黄色透明液体，稀释时有香蕉、苹果、梨的香气，故俗名香蕉油、梨油。具挥发性和刺激性。易燃，蒸气与空气形成爆炸性混合物。微溶于水，能与乙醇、乙醚、戊醇、苯、二硫化碳、丙酮、乙酸乙酯及烃类等有机溶剂混溶，也能溶解松香、乳香、蓖麻油、山达树脂、乙烯基树脂、香豆酮树脂、硝化纤维素及甘油三松香酸酯等。
在碱性介质中不稳定，容易水解为乙酸盐和异戊醇。也能发生醇解、氨解、酯交换、还原等反应。

## 製備
由乙酸与异戊醇在硫酸或磷酸作催化剂下直接酯化制得粗產物，再经碳酸钠（或氢氧化钠）中和、氯化钙脱水及精馏制得成品。

## 用途
用作溶剂，能溶解油漆、硝化纤维素、松脂、树脂、蓖麻油、氯丁橡胶等。用于配制香蕉、梨、苹果、草莓、葡萄、菠萝等多种香型食品香精，也用于配制香皂、洗涤剂等所用的日化香精及烟用香精，还用于香料和青霉素的提取、织物染色处理等。